# Игала
Игала или Игара је етничка група у Нигерији, која броји око 1.035.000 припадника који говоре Игала језиком. Игале исповедају различите вере, укључујући анимизам, хришћанство и ислам.
У Игала традицији новорођенчадима се праве три дубоке хоризонталне посекотине на обе стране лица, мало изнад уста, како би једни друге могли после идентификовати. Ова пракса временом изумире.